# Hercules (Emulator)

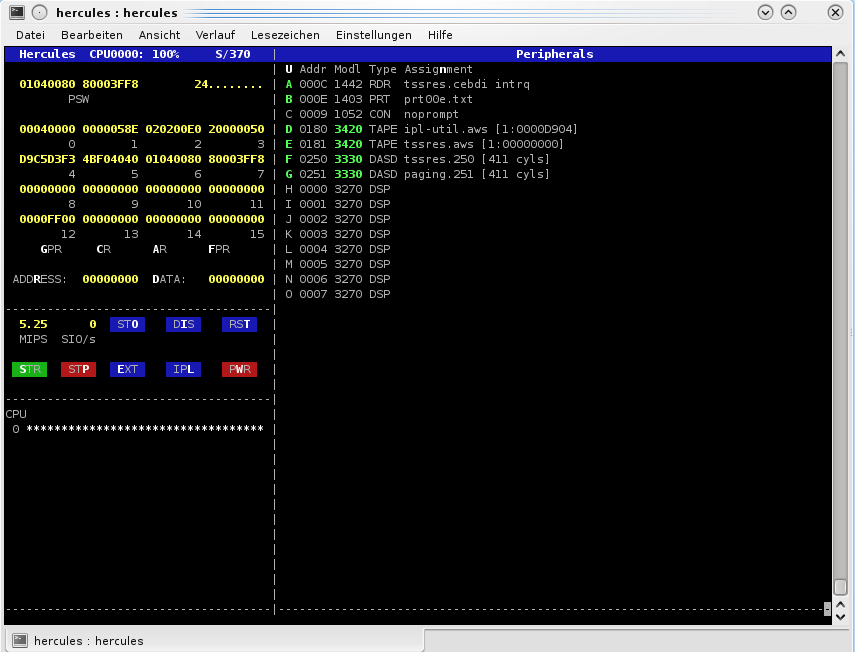
Screenshot der GUI von Hercules. Auf der rechten Seite sind virtuelle Platten (DASD), AWS-Bandlaufwerke und die Standard-Peripherie dargestellt.

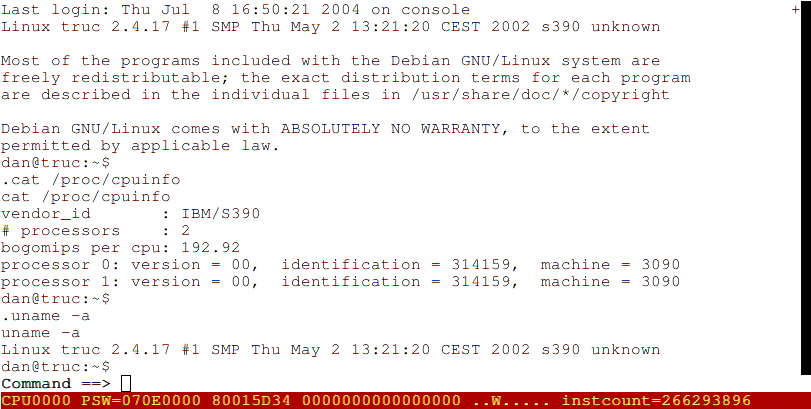
Screenshot von Hercules auf Debian GNU/Linux

Hercules ist ein quelloffener Emulator, der es ermöglicht, IBM-Großrechner System/360, System/370, System/390 oder System z auf verschiedenen Systemen zu emulieren. Es laufen sämtliche Betriebssysteme, die für diese Prozessoren geschrieben wurden.
Der Emulator hat nichts zu tun mit HGC (Hercules Graphics Card), einer Grafikkarte aus den 1980er Jahren.
In der praktischen Anwendung ist das neueste (kommerzielle) Betriebssystem, das auf Hercules von Amateuren eingesetzt werden kann, MVS 3.8 aus den achtziger Jahren.
Spätere Betriebssystemversionen sind auf bestimmte Prozessoren lizenziert und dürfen deshalb nicht auf Hercules installiert werden. Es ist allerdings bekannt, dass IBM intern „ThinkPad“-Notebooks mit installiertem z/OS verwendet. Ferner gibt es mittlerweile freie Alternativen, wie Linux on System z und OpenSolaris for System Z.
Die Firma IBM hat auch sogenannte Redbooks veröffentlicht, die die Installation von Großrechnerbetriebssystemen auf Notebooks mit dem Programm FLEX-ES der Firma Fundamental Software, Inc. beschreiben. Hierbei handelt es sich um ein kommerzielles Produkt, das ebenfalls in der Lage ist, IBM-Großrechnersysteme auf PCs zu emulieren.
Einschränkungen: Da diverse Interna zu parallel Sysplex und Coupling Facility nicht veröffentlicht sind, können die entsprechenden Funktionalitäten nicht implementiert werden.
Hercules ist frei verfügbar und unterliegt der Q Public License. Für Einsteiger steht eine Distribution mit einem vorgenerierten System (Tur(n)key System) mit JES2 und TSO zur Verfügung. Als Ersatz für das lizenzpflichtige ISPF ist RPF installiert.
Inzwischen gibt es auch, über die mitgelieferte Dokumentation hinaus, Dokumentationen und Skripte, die die tägliche Arbeit mit Hercules erleichtern. Viele Anwender setzen Hercules auch mit aktuellen Betriebssystemen der IBM ein, um verschiedene Szenarien zu evaluieren.
Zur Emulation auf einem Windows-System werden ein Telnet Tn3270-Programm (in neueren Windows-Versionen enthalten) sowie zahlreiche Bibliotheken benötigt. Cygwin wird in der aktuellen Version nicht mehr benötigt. Die Emulation erfolgt in zwei Fenstern. Verschiedene GUI-Versionen sind zusätzlich verfügbar.
Als Dateiaustauschformat wird häufig XMIT verwendet.